# Montes Qandil
Los Montes Qandil (en kurdo: Çiyayên Qendîlê; en árabe: جبل قنديل) son una zona montañosa en el Kurdistán iraquí al norte de Irak cerca de la frontera entre Irak e Irán. La cordillera Qandil se extiende hasta una profundidad de cerca de 30 kilómetros dentro de territorio turco. A menudo los militantes de la organización rebelde PKK se infiltran a través de territorio turco para combatir a las tropas turcas. Y también el partido PJAK estacionado cerca de la frontera entre Irak e Irán se infiltra profundamente en el territorio iraní para luchar contra la Guardia Revolucionaria iraní. La región pertenece a la cadena montañosa de Zagros y es de difícil acceso. Sus picos más altos alcanzan más de 3000 m.
El territorio es notable como un refugio para el Partido de los Trabajadores del Kurdistán (PKK). Esta organización controla un área de aproximadamente 50 km², que ha sido bombardeada por la Fuerza Aérea de Turquía y atacada por la artillería iraní desde hace varios años.